# Baolagi
Baolagi est un village du Nigeria sur le Niger.
Il s'agit de l'ancienne Egga traversée par la mission Toutée en 1895.